# 18. Internationale Sechstagefahrt

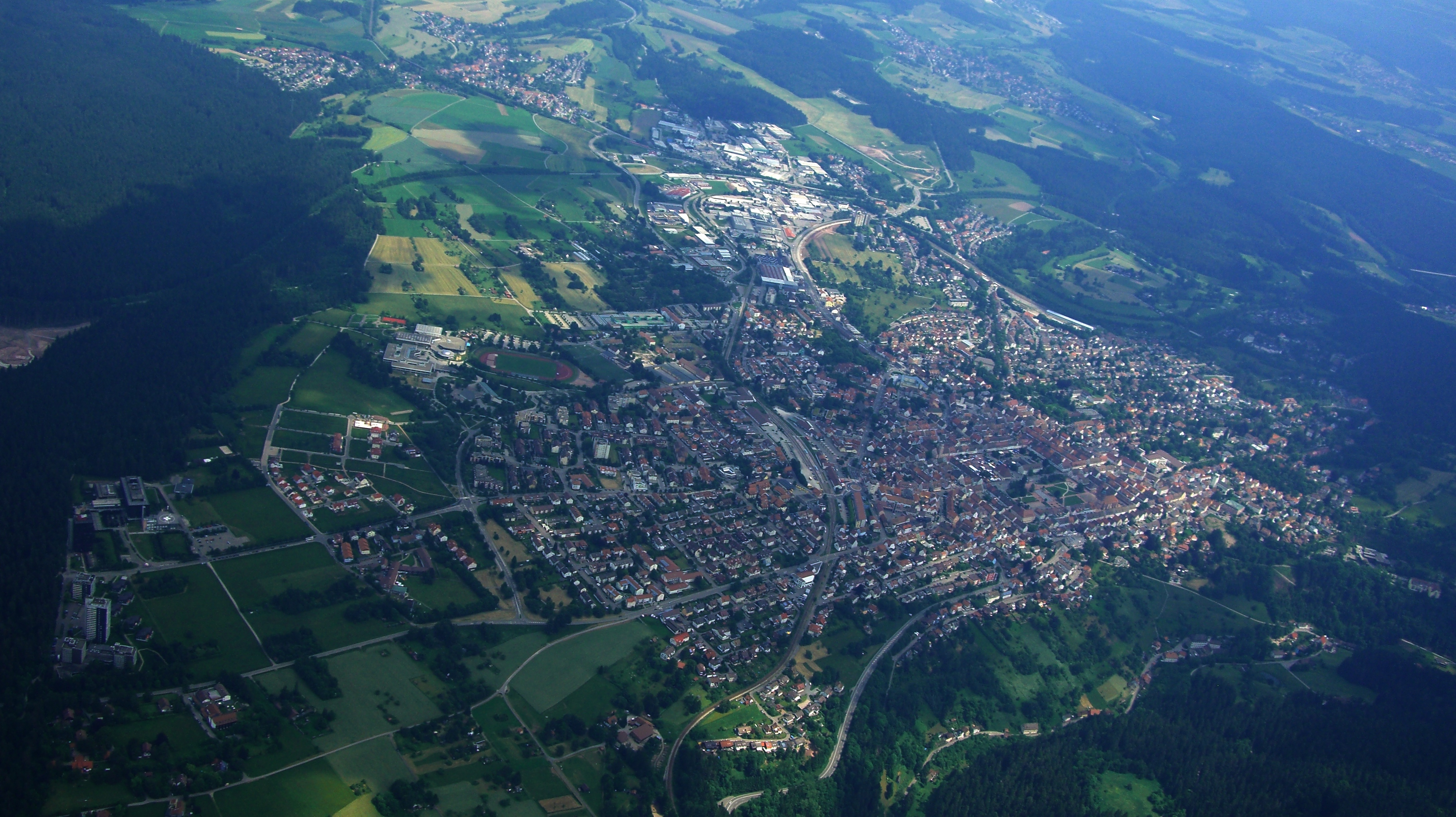
Freudenstadt, Start- und Zielort einzelner Etappen

Die 18. Internationale Sechstagefahrt war ein Motorrad-Geländesportwettbewerb, der vom 17. bis zum 22. September 1936 in Freudenstadt, dem Schwarzwald, den Allgäuer Alpen sowie dem Chiemgau stattfand. Die Nationalmannschaften Großbritanniens konnten zum jeweils neunten Mal die Trophy und die Silbervase gewinnen.

## Wettkampf

### Organisation
Für den Wettkampf waren 254 Fahrer von zehn Motorsportverbänden der FICM gemeldet. Um die Trophy fuhren Mannschaften aus fünf Nationen. Zudem waren 17 Silbervasen-, 28 Fabrik- und 38 Club-Mannschaften am Start.
Eine Goldmedaille erhielt wer ohne Strafpunkte das Ziel erreichte. Für eine Silbermedaille durften im Ziel nicht mehr als 10 Strafpunkte zu Buche stehen und eine Bronzemedaille erhielt, wer nicht mehr als 50 Strafpunkte angesammelt hatte.

### 1. Tag
Von den 254 gemeldeten Fahrern nahmen 245 den Wettkampf auf. Den gesamten Tag über herrschte starker Niederschlag.
Am ersten Fahrtag führte die rund 297 Kilometer lange Strecke nach dem Start in Freudenstadt über Baiersbronn, Kälberbronn, Wörnersberg, Altensteig, Lengenloch, Fünfbronn, Sankt Anton, Hohloh, Reichental, Lautenbach, Hilpertsau, des Pass Rot Lache, Bermersbach, Herrenwies, Scherrhof, Plattig, und Langenberg zum Kurhaus Hundseck, wo die Mittagsrast stattfand. Weiter ging es über Erbersbronn, Kurhaus Breite Brunnen, Ottenhöfen, Ruhstein, Oberlas, Zuflucht, den Kniebis und Baiersbronn zurück zum Ausgangspunkt. Bei Reichenthal sowie Ottenhöfen fanden gesonderte Bergprüfungen statt.
In der Trophy-Wertung lagen die Mannschaften des Deutschen Reichs und Großbritanniens strafpunktfrei gleichauf. dahinter folgten Frankreich (15 Strafpunkte), Italien (100 Strafpunkte) und die Tschechoslowakei (109 Strafpunkte). Die beiden letzteren Mannschaften hatten je einen Fahrerausfall zu verzeichnen, was täglich 100 Strafpunkte zur Folge hatte.
In der Silbervase-Wertung lagen die Mannschaften Großbritanniens (A und B), Österreichs (A und B), Irlands und der Niederlande (A) strafpunktfrei gleichauf. In der deutschen A-Mannschaft erhielt Walfried Winkler 10 und in der B-Mannschaft Heiner Fleischmann 13 Strafpunkte, was für die Mannschaften den achten bzw. neunten Platz bedeutete. In der Schweizer Mannschaft erhielt F. Dumont vier Strafpunkte.
25 Fahrer schieden aus dem Wettbewerb aus.

### 2. Tag
Am zweiten Wettkampftag führte die Strecke von Freudenstadt über Griesbach, Oberharmersbach, Oberwinden, Oberwolfach, Zell, Haslach, Elzach, Martinskapelle, Falkensteig, Oberried, Fahl und Menzenschwand zur Mittagsrast in St. Blasien. Weiter ging es über Neustadt, Fuchsfalle und Schiltach zurück nach Freudenstadt. Bei Oberried sowie Fahl fanden gesonderte Bergprüfungen statt.
In der Trophy-Wertung lagen die Mannschaften des Deutschen Reichs und Großbritanniens weiterhin strafpunktfrei gleichauf. Dahinter folgten Frankreich (117 Strafpunkte), Italien (200) und die Tschechoslowakei (209). Auch die italienische Mannschaft hatte nunmehr einen Fahrerausfall zu verzeichnen.
In der Silbervase-Wertung lagen die Mannschaften Großbritanniens (A und B), Österreichs (A und B), Irlands und der Niederlande (A) wie am Vortag strafpunktfrei gleichauf. In der deutschen A-Mannschaft kassierte Waltfried Winkler einen weiteren Strafpunkt. In der Schweizer Mannschaft erhielt F. Dumont weitere vier Strafpunkte.
13 Fahrer schieden aus dem Wettbewerb aus.

### 3. Tag

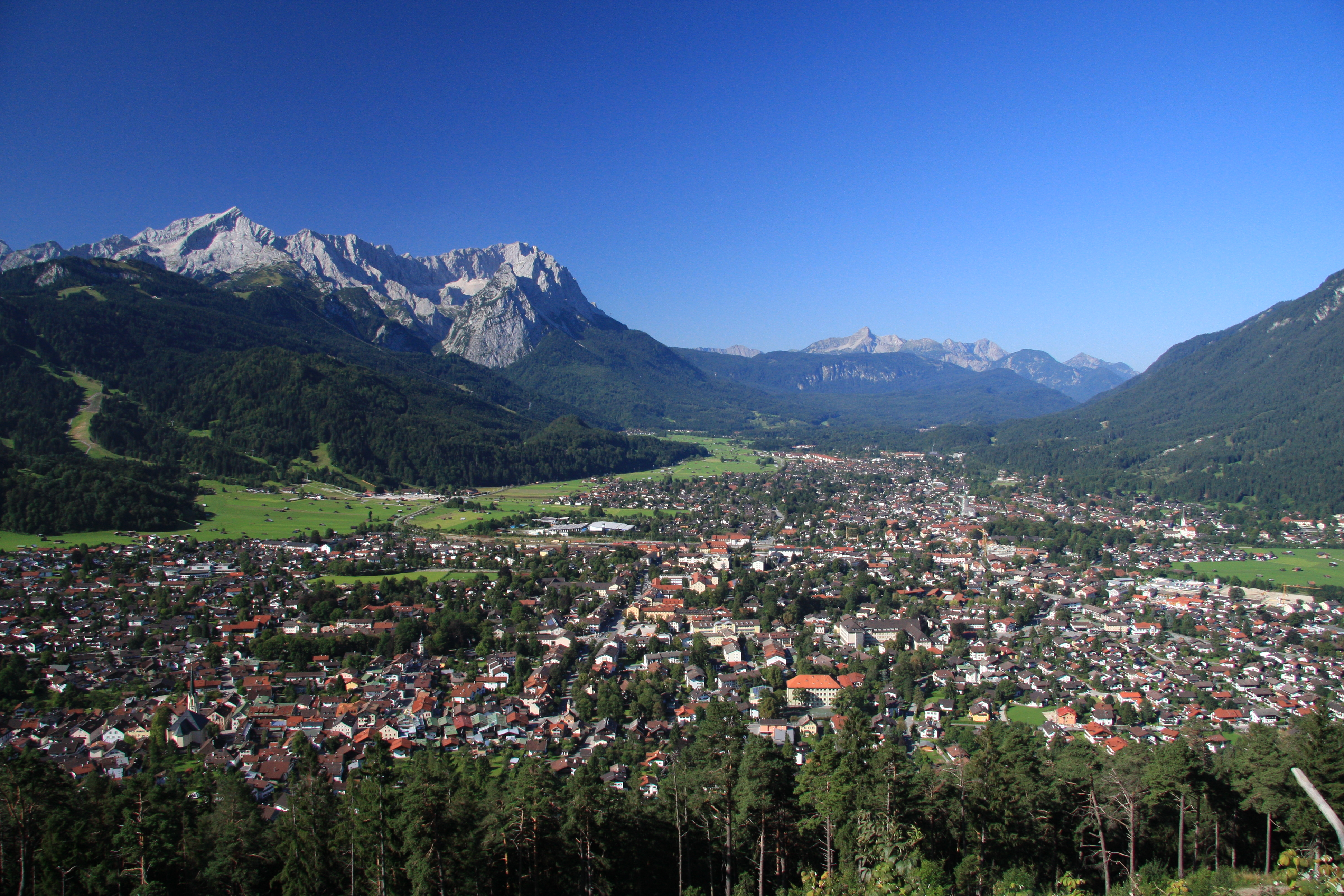
Garmisch-Partenkirchen, Start und Zielort einzelner Etappen

Am dritten Tag führte die Strecke nach dem Start in Freudenstadt über Ziegelwasen, Empfingen, Geislingen, Thiergarten, Sigmaringen, Pfullendorf, Zußdorf und Weingarten nach Wangen, wo die Mittagsrast stattfand. Weiter ging es über Weitnau, Nesselwang, Füssen und Oberammergau zum Zielort Garmisch-Partenkirchen. Bei Ziegelwasen fand eine Bergprüfung und bei Pfullendorf eine Geländeprüfung statt.
In der Trophy-Wertung waren einzig die Mannschaften des Deutschen Reichs und Großbritanniens noch strafpunktfrei. Es folgten Frankreich (227 Strafpunkte), Italien (300) und die Tschechoslowakei (309).
In der Silbervase-Wertung waren die Mannschaften Großbritanniens (A und B), Österreichs (A und B), Irlands und der Niederlande (A) nach wie vor strafpunktfrei. In der deutschen A-Mannschaft fiel Arthur Geiss aus, was für die Mannschaft fortan täglich 100 Strafpunkte bedeutete. Zudem erhielt Waltfried Winkler weitere 18 Strafpunkte. In der Schweizer Mannschaft erhielt F. Dumont elf weitere Strafpunkte.
16 Fahrer schieden aus dem Wettbewerb aus.

### 4. Tag

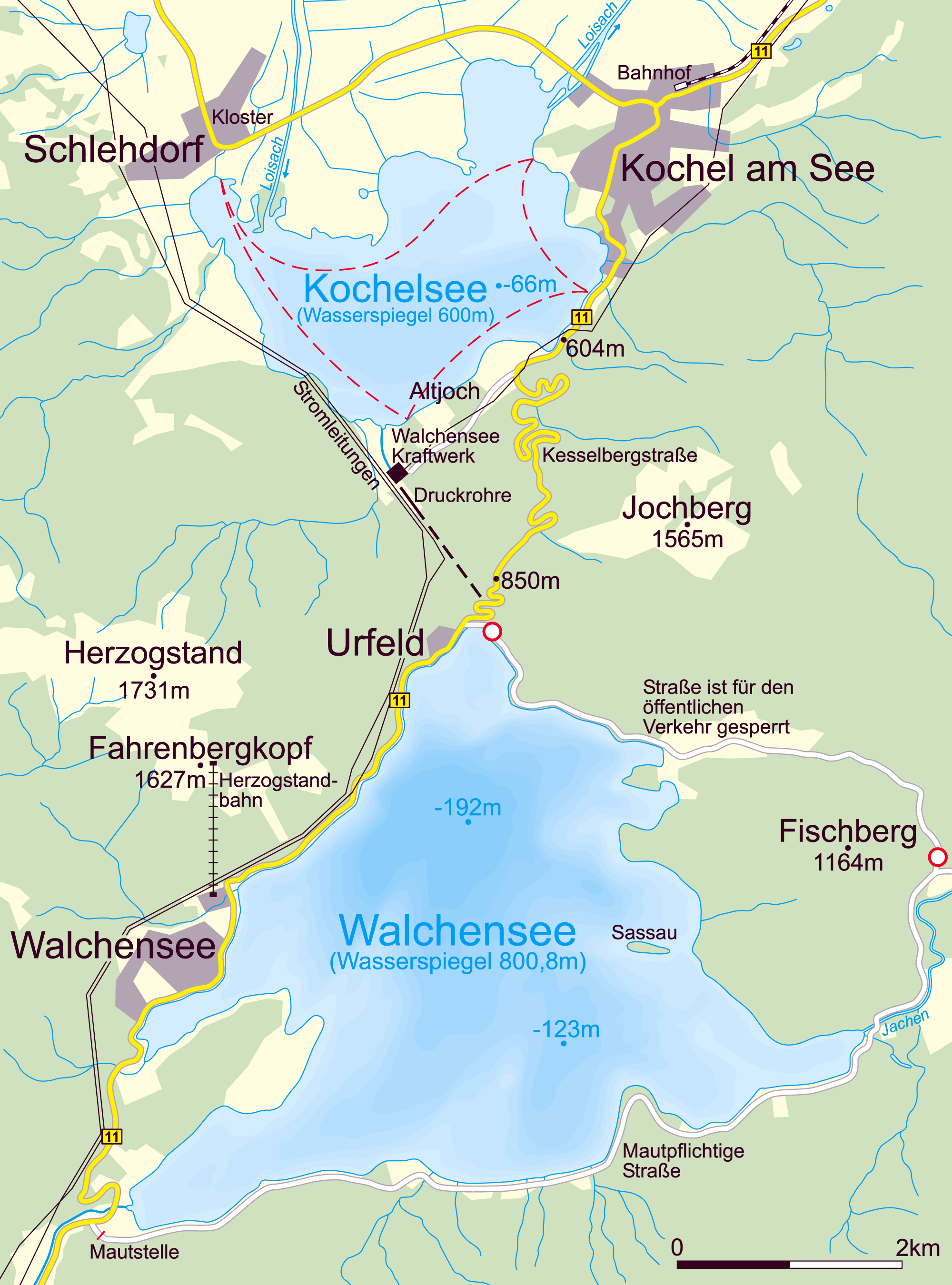
Die Kesselbergstraße war Teil der 4. Tagesetappe

Am vierten Fahrtag war bis zur Mittagsrast eine Strecke von Garmisch über Klais, Walchensee, Jachenau, Gaißach, Bad Tölz, Holzkirchen, Weyarn, Siegsdorf und Mauthäusl, zum Königssee zu fahren. Weiter ging es über Bad Reichenhall, Inzell, Weißbach, Teisendorf, Siegsdorf, Holzkirchen und die Kesselbergstraße zurück nach Garmisch. Bei Weyarn fand eine Flachprüfung und auf der Kesselbergstraße eine Bergprüfung statt.
In der Trophy-Wertung waren die Mannschaften des Deutschen Reichs und Großbritanniens nach wie vor strafpunktfrei. Es folgten Frankreich (430 Strafpunkte), Italien (500) und die Tschechoslowakei (509).
In der Silbervase-Wertung waren die Mannschaften Großbritanniens (A und B), Österreichs (B) und der Niederlande (A) noch strafpunktfrei. In der österreichischen A-Mannschaft fiel E. Th. Martinak aus, was für die Mannschaft fortan täglich 100 Strafpunkte bedeutete. Die deutsche A-Mannschaft hatte mit Waltfried Winkler den zweiten Fahrerausfall zu verzeichnen. In der Schweizer Mannschaft erhielt F. Dumont einen weiteren Strafpunkt.
Elf Fahrer schieden aus dem Wettbewerb aus.

### 5. Tag

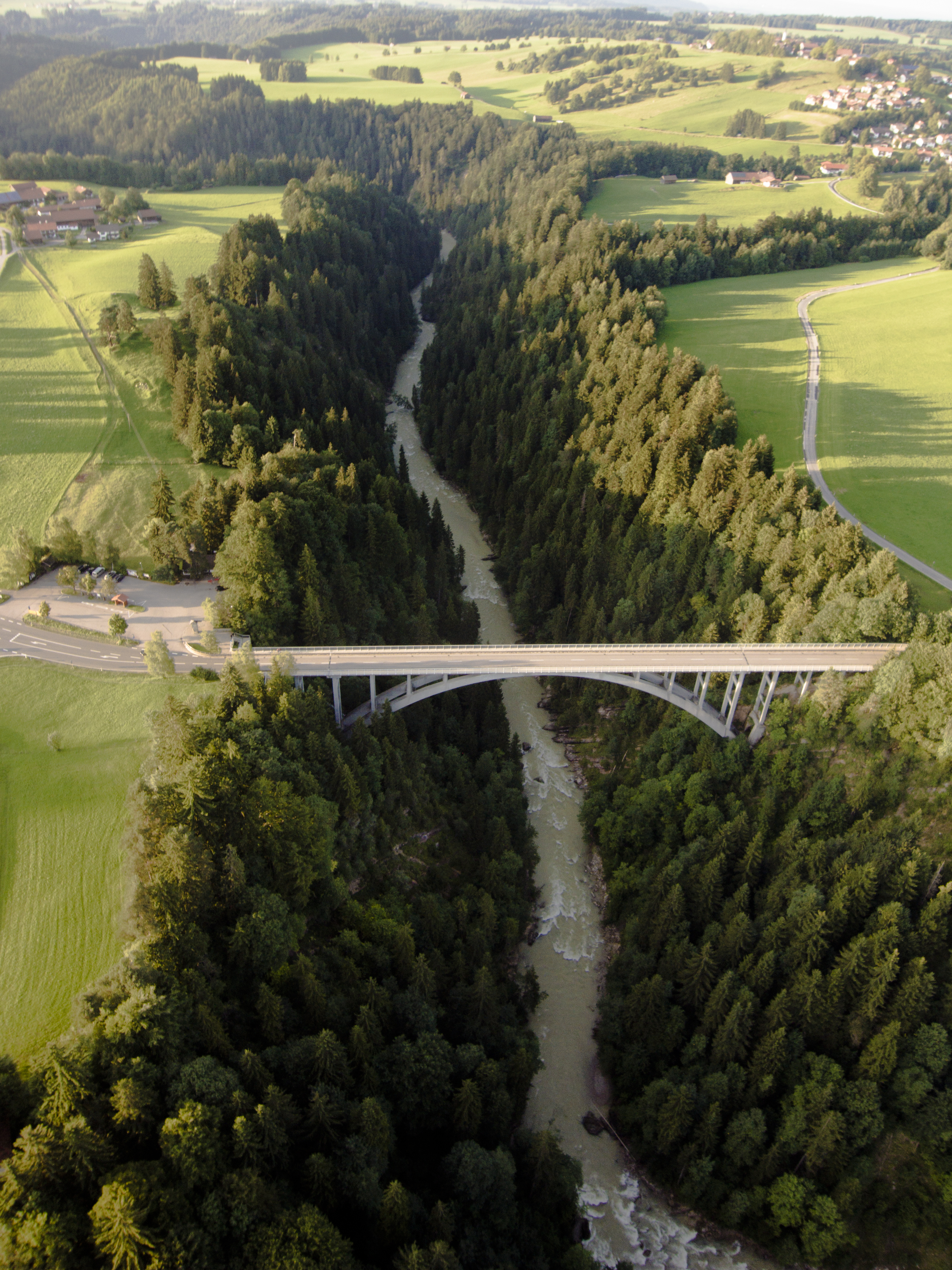
Die Ammerschlucht wurde über die Echelsbacher Brücke passiert

Die Strecke am fünften Tag führte von Garmisch über Mittenwald, Vorderriß, Kreuth, Enterrottach, Josephstal, Miesbach, Dietramszell, Sankt Heinrich, den Würmsee, die Echelsbacher Brücke und Schöffau zurück zum Ausgangspunkt Garmisch.
In der Trophy-Wertung waren einzig die Mannschaft Großbritanniens noch strafpunktfrei und lag demzufolge auf dem ersten Platz. In der Mannschaft des Deutschen Reichs kassierte Ernst Jakob Henne 2 Strafpunkte, was für die Mannschaft den zweiten Platz bedeutete. Es folgten Frankreich (329 Strafpunkte), Italien (400) und die Tschechoslowakei (409 Strafpunkte).
In der Silbervase-Wertung waren die Mannschaften Großbritanniens (A und B), Österreichs (B) und der Niederlande (A) noch ohne Strafpunkte und lagen gleichauf. In der Schweizer Mannschaft erhielt F. Dumont einen weiteren Strafpunkt.
Sieben Fahrer schieden aus dem Wettbewerb aus.

### 6. Tag
Die letzte Tagesetappe führte von Garmisch über Graswang, Unterreith, Albertsried, Petersthal, Hindelang und Nesselwang nach Füssen. Das Abschlussrennen wurde auf einem Straßendreieckskurs ab Füssen abgehalten.
Der deutsche Trophy-Fahrer Ernst Jakob Henne erhielt im Verlauf der Tagesetappe weitere 17 Strafpunkte.
Drei Fahrer schieden aus dem Wettbewerb aus. Von 245 am ersten Tag gestarteten Fahrern erreichten 170 das Ziel.

## Endergebnisse

### Trophy
| Platz | Team                   | Strafpunkte |
| ----- | ---------------------- | ----------- |
| 1.    | Vereinigtes Königreich | 0           |
| 2.    | Deutsches Reich        | 17          |
| 3.    | Frankreich             | 531         |
| 4.    | Tschechoslowakei       | 609         |
| 5.    | Königreich Italien     | 627         |

### Silbervase
| Platz | Team                                  | Strafpunkte | Zeitgewinn (a) |
| ----- | ------------------------------------- | ----------- | -------------- |
| 1.    | Vereinigtes Königreich (B-Mannschaft) | 0           | 49:09,80       |
| 2.    | Niederlande (A-Mannschaft)            | 0           | 46:23,00       |
| 3.    | Vereinigtes Königreich (A-Mannschaft) | 0           | 44:22,20       |
| 4.    | Österreich (B-Mannschaft)             | 0           | 25:46,20       |
| 5.    | Deutsches Reich (B-Mannschaft)        | 13          | -              |
| 6.    | Schweiz                               | 21          | -              |
| 7.    | Österreich (A-Mannschaft)             | 300         | -              |
| 7.    | Irischer Freistaat                    | 300         | -              |
| 9.    | Tschechoslowakei                      | 403         | -              |
| 10.   | Ungarn                                | 452         | -              |
| 11.   | Königreich Italien (B-Mannschaft)     | 553         | -              |
| 12.   | Niederlande (B-Mannschaft)            | 605         | -              |
| 13.   | Belgien                               | 706         | -              |
| 14.   | Deutsches Reich (A-Mannschaft)        | 739         | -              |
| 15.   | Königreich Italien (A-Mannschaft)     | 1002        | -              |
| 16.   | Frankreich                            | 1103        | -              |

In der B-Mannschaft der  Tschechoslowakei erschien ein Fahrer nicht zur Abnahme, womit diese aus der Wertung fiel.

### Club-Mannschaften
| Platz | Team                                            | Strafpunkte | Zeitgewinn (a) |
| ----- | ----------------------------------------------- | ----------- | -------------- |
| 1.    | K.-Lehr- u. Vers. Abt. Wünsdorf (2. Mannschaft) | 0           | 49:24,40       |
| 2.    | The Rudge Club, Scotland                        | 0           | 49:09,60       |
| 3.    | NSKK-Motorbrigade Hochland                      | 0           | 44:57,40       |
| 4.    | K.-Lehr- u. Vers. Abt. Wünsdorf (5. Mannschaft) | 0           | 27:19,80       |
| 5.    | Birmingham M.C.C.                               | 0           | 26:54,60       |
| 6.    | Carshalton M.C.C.                               | 0           | 26:54,20       |
| 7.    | NSKK Korpsf. Insp. d. M-Schule (1. Mannschaft)  | 1           | -              |
| 7.    | DDAC Ortsgruppe München                         | 1           | -              |
| 7.    | DDAC Gau Hochland                               | 1           | -              |
| 10.   | K.N.M.V. Gau Süd-Holland                        | 2           | -              |
| 11.   | K.N.M.V. Gau Nord-Holland                       | 3           | -              |
| 12.   | K.-Lehr- u. Vers. Abt. Wünsdorf (3. Mannschaft) | 15          | -              |
| 13.   | NSKK-Motorbrigade Berlin                        | 21          | -              |
| 14.   | DDAC Gau 11 Bay. Ostmark                        | 31          | -              |
| 15.   | NSKK Korpsf. Insp. d. M-Schule (2. Mannschaft)  | 43          | -              |
| 16.   | Sunbeam M.C.C.                                  | 200         | -              |
| 17.   | Knock Motorcycle Club                           | 300         | -              |
| 17.   | Steiermärk. Aut.-Club                           | 300         | -              |
| 19.   | Sunbeam M.C.C.                                  | 304         | -              |
| 20.   | Jawa-Club                                       | 410         | -              |
| 21.   | Reichsführer SS                                 | 414         | -              |
| 22.   | NSKK-Motorgruppe Hessen                         | 437         | -              |
| 23.   | NSKK-Motorbrigade Bay. Ostmark                  | 507         | -              |
| 24.   | K.-Lehr- u. Vers. Abt. Wünsdorf (6. Mannschaft) | 508         | -              |
| 25.   | Königreich Italien                              | 519         | -              |
| 26.   | North Liverpool M.C.                            | 526         | -              |
| 27.   | K.-Lehr- u. Vers. Abt. Wünsdorf (1. Mannschaft) | 600         | -              |
| 28.   | Reichsführer SS                                 | 606         | -              |
| 29.   | Streatham & D.M.C.C.                            | 607         | -              |
| 30.   | Motorcycle Club de France                       | 629         | -              |
| 31.   | DDAC Gau 22 Saar                                | 637         | -              |
| 32.   | K.-Lehr- u. Vers. Abt. Wünsdorf (4. Mannschaft) | 811         | -              |
| 33.   | DDAC Gau 6 Niedersachsen                        | 827         | -              |
| 34.   | Sunbeam M.C.C.                                  | 924         | -              |
| 35.   | Sunbeam M.C.C.                                  | 1152        | -              |
| 36.   | K.N.M.V. Gau Utrecht                            | 1202        | -              |
| 37.   | Wembley Speedway Club                           | 1203        | -              |

In der Clubmannschaft  Motorsektion des AKRČs erschien ein Fahrer nicht zur Abnahme, womit diese aus der Wertung fiel.

### Einzelwertung
| Klasse       | Starter | Gold | Silber | Bronze | ohne Medaille | Ausfall/Disqualifikation | Ausfall/Disqualifikation | Ausfall/Disqualifikation | Ausfall/Disqualifikation | Ausfall/Disqualifikation | Ausfall/Disqualifikation | Ausfall/Disqualifikation |
| Klasse       | Starter | Gold | Silber | Bronze | ohne Medaille | 1. Tag                   | 2. Tag                   | 3. Tag                   | 4. Tag                   | 5. Tag                   | 6. Tag                   | Gesamt                   |
| ------------ | ------- | ---- | ------ | ------ | ------------- | ------------------------ | ------------------------ | ------------------------ | ------------------------ | ------------------------ | ------------------------ | ------------------------ |
| 175 cm³      | 6       | 3    | 0      | 1      | 1             | 1                        | 0                        | 0                        | 0                        | 0                        | 0                        | 1                        |
| 250 cm³      | 50      | 15   | 11     | 4      | 2             | 4                        | 1                        | 5                        | 5                        | 3                        | 0                        | 18                       |
| 350 cm³      | 37      | 11   | 16     | 4      | 0             | 2                        | 1                        | 1                        | 1                        | 0                        | 1                        | 6                        |
| 500 cm³      | 102     | 39   | 22     | 10     | 1             | 11                       | 5                        | 6                        | 3                        | 4                        | 1                        | 30                       |
| 750 cm³      | 3       | 0    | 1      | 1      | 0             | 1                        | 0                        | 0                        | 0                        | 0                        | 0                        | 1                        |
| 600 cm³ (b)  | 26      | 10   | 3      | 0      | 1             | 5                        | 3                        | 2                        | 1                        | 0                        | 1                        | 12                       |
| 1000 cm³ (b) | 18      | 9    | 3      | 2      | 0             | 0                        | 1                        | 2                        | 1                        | 0                        | 0                        | 4                        |
| 1100 cm³ (c) | 3       | 0    | 0      | 0      | 0             | 1                        | 2                        | 0                        | 0                        | 0                        | 0                        | 3                        |
| Gesamt       | 245     | 87   | 56     | 22     | 5             | 25                       | 13                       | 16                       | 11                       | 7                        | 3                        | 75                       |